# Viza
I Viza fino al 2009 chiamati Visa sono una band multi etnica di genere folk metal, proveniente da Los Angeles. La loro musica riprende i suoni orientali presenti nelle musiche popolari delle loro diverse origini (greche, armene), mescolandoli al rock e al metal. Utilizzano oltre agli strumenti tradizionali dell'heavy metal anche strumenti etnici come il duduk o l'oud.
Si sono formati nel 2002 dall'iniziativa del chitarrista K'noup Tomopoulos (newyorkese di origine greche) già membro di un gruppo minore (i Neurobox) e del batterista Hiram Antonio Rosario che trasferitisi a Los Angeles raccolgono attorno a loro alcuni musicisti locali con l'idea di unire elementi folk al metal, nasce in questo periodo il gruppo denominato Visa e formato da 9 elementi. La prima pubblicazione è del 2005 con il disco omonimo autoprodotto.
Dopo 2 album e 2 EP nel 2009 mutano nome in Viza e per la pubblicazione del terzo album Made in Chernobyl si fanno produrre da Serj Tankian, cantante dei System of a Down  e che canta nel brano Viktor.
Nel 2010 partono per un tour, fanno spalla a Serj Tankian per il tour europeo.
Il 20 aprile 2011 la band pubblica il loro primo singolo, Bake Me in Clouds, anticipatore dell'album Carnivalia uscito nell'autunno.

## Discografia[1]

### Come Visa

#### Album
- 2006 - Maktub
- 2008 - Eros

#### EP
- 2005 - Visa
- 2007 - De Facto

### Come Viza

#### Album
- 2010 - Made in Chernobyl[4]
- 2011 - Carnivalia (Architects of Melody)
- 2014 - Aria

## Formazione
- K'noup Tomopoulos - voce
- Orbel Babayan - chitarra
- Shant Bismejian - chitarra
- Alexan Khatcherian - basso
- Hiram Antonio Rosario - batteria
- Chris Daniel - percussioni
- Antranig Kzrian - Oud
- Jivan Gasparyan II - flauti e Duduk
- Suguru Onaka - tastiere